# Exponentialtrichter

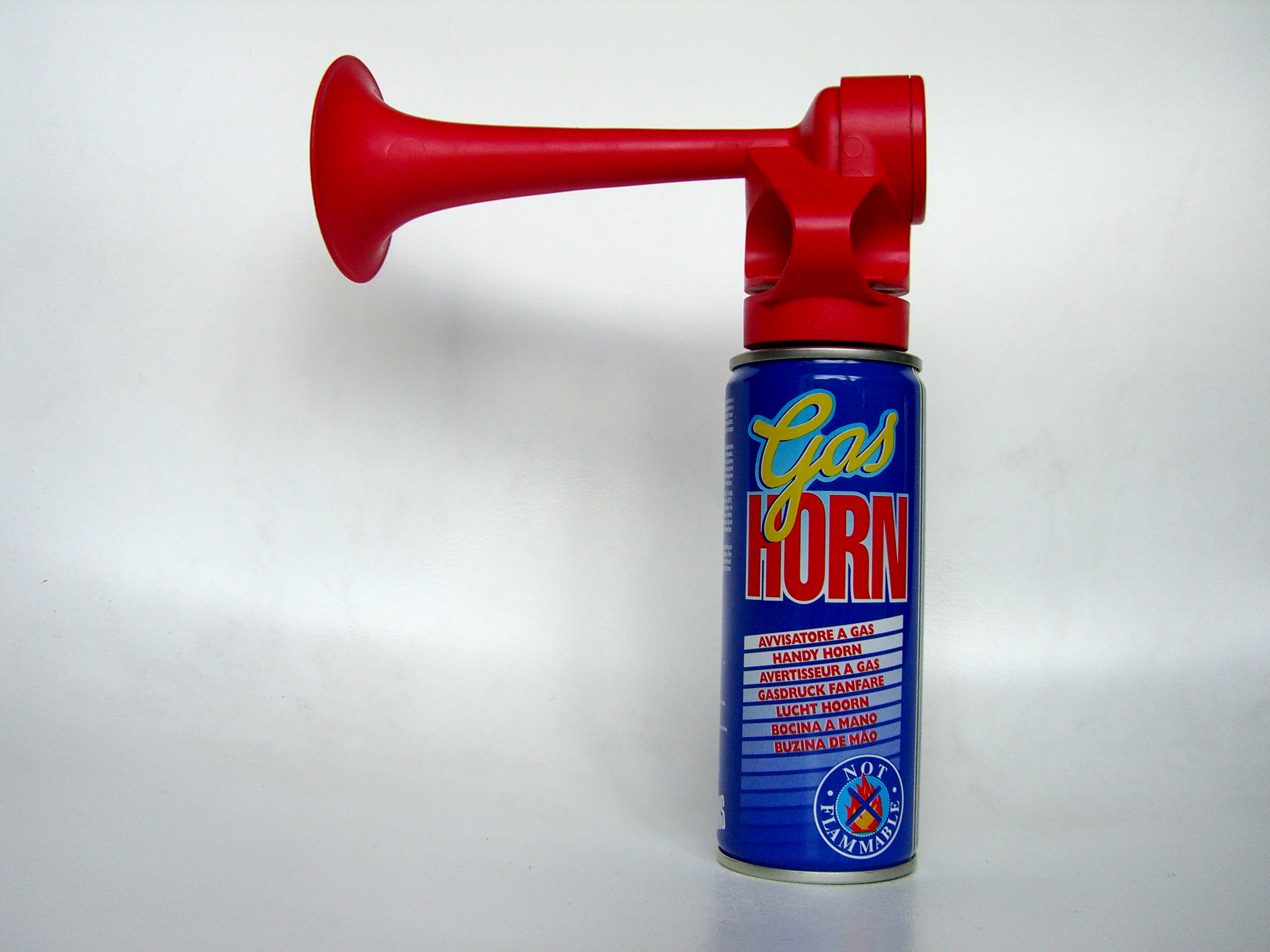
Exponentialtrichter an einer Gasdruck-Signalfanfare

Ein Exponentialtrichter ist ein wie eine Antenne strahlender Abschluss eines Hohlleiters oder einer Schallquelle, dessen Querschnittsfläche durch eine Exponentialfunktion beschrieben wird:
{\displaystyle \ A(x)=A_{h}\cdot e^{kx}}
{\displaystyle A_{h}} ist dabei der Flächenquerschnitt des Trichterhalses, {\displaystyle k} die Trichterkonstante bzw. das Öffnungsmaß des Trichters und {\displaystyle A(x)} sein Flächenquerschnitt im Abstand {\displaystyle x} vom Trichterhals.

## Technischer Hintergrund
Am Ende eines glatt endenden Hohlleiters oder schallleitenden Rohres entsteht eine sprunghafte Änderung der Wellenimpedanz, die auch gemessen werden kann. Durch die entstehende Fehlanpassung wird der größte Teil der Schwingungsenergie in das Rohr zurück reflektiert. Das führt zu einer uneffektiven Abstrahlung des Schalls. Ein abrupt endender Hohlleiter bzw. ein schallführendes Rohr ist eine schlechte Antenne bzw. ein schlechter Schallabstrahler. Wird das Ende des Hohlleiters/des Schallleiters dagegen als Exponentialtrichter geformt, entsteht ein fließender Übergang der Wellenimpedanz vom hohen Wert im Rohr zum geringeren Wert im freien Raum außerhalb. Im Idealfall wird die Reflexion sehr gering und der größte Teil der Energie wird abgestrahlt.

## Anwendungen
- Akustik: Die Trichter von Fanfaren, Trompeten, Tubas, Posaunen, Vuvuzelas, aber auch Grammophonen und Hornlautsprechern sind idealerweise als Exponentialtrichter geformt. Da dadurch die Energie effektiver abgestrahlt wird, werden sie einerseits lauter, andererseits aber sind so geformte Blasinstrumente durch die geringeren Reflexionen und damit einhergehende geringere Güte der jeweils entstehenden akustischen Resonanzen auch schwerer sauber zu blasen; es muss also bei solchen Instrumenten stets ein Kompromiss zwischen Lautstärke und Spielbarkeit gefunden werden.
- Hochfrequenztechnik: Antennen werden für sehr hohe Frequenzen (GHz-Bereich, Mikrowellen) oft als Exponentialtrichter realisiert. Diese schließen oft einen Hohlleiter ab (Hornantenne, Speisung von Parabolspiegeln). Auch die Eindraht-Wellenleitung wird beidseitig mit Exponentialtrichtern terminiert, die hier allerdings mittels Drähten oder Stäben angenähert werden. Ein weiteres Beispiel ist die Vivaldi-Antenne, die aus einem zweidimensionalen Exponentialhorn besteht.